# Борх (дворянский род)
Борх (пол. Borchowie) — графский и дворянский род, из многочисленных ветвей которого в XIII веке одна перешла в Померанию, другая в Лифляндию, третья в Польшу, где поселилась в воеводстве Краковском.

## История рода
Из померанской ветви Борхов Станислав-Фабиан женат был на княжне Жоржете Померанской, дочери померанского князя Георгия и супруги его княгини Маргариты, рожд. маркграфини Бранденбургской и родной сестры владетельного князя померанского — Филиппа I.
Из лифляндской ветви Бернгард Борх был гермейстером Ливонского ордена с 1477 по 1485 г. Племянник его Симон был епископом Ревельским, папским легатом в Дании и в Швеции и основал в Ревельской епархии два города: Борхгольм и Фегфейер.
Из ливонской ветви Борх, переселившейся в Белоруссию, Фабиан Борх от брака с Сенявскою имел сына Гедеона-Симона, генерал-майора польских войск и сподвижника короля Иоанна Собеского. Гедеон Симон убит под стенами Вены в 1683 г. Он женат был на княжне Каролине Кетлер-Курляндской, дочери герцога курляндского Якова I.
Фабиан-Казимир Борх, генерал от артиллерии Литовского княжества, был послом польским в Москве при Петре I, который его очень любил и был в переписке с ним.
Племянник Фабиана-Казимира Иоанн-Андрей (1713—1780), государственный и дипломатический деятель Речи Посполитой, Канцлер великий коронный (с 1780) оставил от брака с Луизою Зиберг двух сыновей: Михаила и Иосифа-Генриха.
- Граф Михаил Иванович (1751—1810) — генерал-лейтенант; получил диплом на графское Римской империи достоинство 28 марта 1783 г. Был женат на гр. Элеоноре Юрьевне Броун и оставил несколько сыновей и дочерей:
  - граф Карл Михайлович (1798—1861) — витебский губернский предводитель дворянства,
  - граф Александр Михайлович (1804—1867) — действительный тайный советник и обер-церемонимейстер, вице-президент совета детских приютов в Петербурге. Директор Императорских театров (1863—1867). Он был также вице-президентом капитула Российских орденов, непременным членом Совета министра иностранных дел.
- граф Иосиф Иванович (1753—1835) — полковник польских гвардейских гусар и народовой кавалерии Великого княжества Литовского, а после присоединения Литвы к России — витебский губернский предводитель дворянства, имел чин статского советника. От брака с Анной Петровной Богомолец имел четырёх дочерей и одного сына, графа Михаила Осиповича, также бывшего в Витебской губернии предводителем дворянства.

## Описание герба
по Долгорукову
Щит разделён на четыре части: 1-я часть разделена двумя линиями горизонтальными и двумя перпендикулярными на 9 квадратов: в 1 квадрате, в золотом поле обращённый влево чёрный гриф; во 2 квадрате, в голубом поле и в 3 квадрате, в серебряном поле, по одному красному грифу, вправо обращённому; в 4 квадрате, в серебряном поле, обращённый влево голубой гриф, имеющий на себе пять диагональных золотых полос; 5-й квадрат разделён горизонтально на две половины; нижняя половина шахматная, голубая с золотом; в верхней половине выходящий белый гриф, вправо обращённый; в 6 квадрате, в красном поле, обращённый вправо белый гриф, имеющий вместо двух задних лап рыбий хвост; в 7 квадрате, в золотом поле, обращённый влево чёрный гриф с серебряным крылом; в 8 квадрате, в золотом поле, диагонально положен красный крест. окружённый четырьмя красными розами; в 9 квадрате, в красном поле, серебряный крест. Во 2-й части герба, в голубом поле красная княжеская шапка.
В 3-й части герба, в голубом поле две шпаги с золотыми эфесами, крестообразно, остриями вниз. В 4-й части в красном поле белый гриф, вправо обращённый. 1-я и 2-я части герба отделены от 3-й и 4-й частей широкой серебряной полосой, на которой справа, золотыми буквами, написано: tres in uno, а слева положен золотой треугольник. Посреди полосы (и следственно среди герба), золотой щиток в коем три чёрных ворона(галки) вправо обращённые.
На среднем шлеме золотая городская корона, из коей выходят два орлиных крыла, и между ними сидит на короне чёрная галка, вправо обращённая; на правом шлеме корона графская, из коей выходит чёрный гриф, влево обращённый; на левом шлеме чёрная княжеская шапка, из коей выходит красный гриф, вправо обращённый.
Намёты: на правом шлеме красный; на среднем чёрный, на левом голубой, все подложены серебром. Щит держат: справа воин, с золотым крестом на панцире и в шлеме с красными перьями; имеет в правой руке две шпаги с золотыми эфесами и в левой руке голубое знамя, на коем изображён золотой крест. Слева щит держит чёрный орёл, с золотым клювом и золотыми лапами; имеет в левой лапе золотой жезл, а в правой лапе красное знамя, на коем изображены золотом буквы S-R. Девиз: omne trinum perfectum. Герб покрыт княжескою мантией, в память брачных союзов, заключённых Борхами со многими владетельными домами).